# Kirguistán en los Juegos Paralímpicos
Kirguistán en los Juegos Paralímpicos está representado por el Comité Paralímpico Nacional de Kirguistán, miembro del Comité Paralímpico Internacional.
Ha participado en ocho ediciones de los Juegos Paralímpicos de Verano, su primera presencia tuvo lugar en Atlanta 1996. El país no ha conseguido ninguna medalla en las ediciones de verano.
En los Juegos Paralímpicos de Invierno Kirguistán no ha participado en ninguna edición.

## Medallero

### Por edición
Juegos Paralímpicos de Verano
| Evento              | Oro | Plata | Bronce | Total |
| ------------------- | --- | ----- | ------ | ----- |
| Atlanta 1996        | 0   | 0     | 0      | 0     |
| Sídney 2000         | 0   | 0     | 0      | 0     |
| Atenas 2004         | 0   | 0     | 0      | 0     |
| Pekín 2008          | 0   | 0     | 0      | 0     |
| Londres 2012        | 0   | 0     | 0      | 0     |
| Río de Janeiro 2016 | 0   | 0     | 0      | 0     |
| Tokio 2020          | 0   | 0     | 0      | 0     |
| París 2024          | 0   | 0     | 0      | 0     |
| TOTAL               | 0   | 0     | 0      | 0     |